# Libyphaenis
Libyphaenis là một chi bướm đêm thuộc họ Noctuidae.